# KNSB-bekercompetitie 2007-2008
Hier wordt de KNSB-bekercompetitie 2007-2008 beschreven, die onder auspiciën van de Koninklijke Nederlandse Schaakbond werden georganiseerd.

## Deelnemende verenigingen

### Deelnemende ploegen in Poule A
| Vereniging                   | Plaats              | Klasse        | Opmerking            |
| ---------------------------- | ------------------- | ------------- | -------------------- |
| Schaakclub Groningen         | Groningen           | Meesterklasse | Vrij in de voorronde |
| ESGOO                        | Enschede            | Meesterklasse | Vrij in de voorronde |
| Philidor 1847                | Leeuwarden          | Eerste Klasse | Vrij in de voorronde |
| Schaak Vereniging Unitas     | Groningen           | Eerste Klasse | Vrij in de voorronde |
| Schaakvereniging Wageningen  | Wageningen          | Eerste Klasse | Vrij in de voorronde |
| SV Paul Keres                | Utrecht             | Eerste Klasse | Vrij in de voorronde |
| Dr. Max Euwe                 | Enschede            | Tweede Klasse | Vrij in de voorronde |
| Dion Hardenberg              | Hardenberg          | Tweede Klasse | Vrij in de voorronde |
| Schaakvereniging Lewenborg   | Groningen           | Tweede Klasse |                      |
| SISSA                        | Groningen           | Tweede Klasse |                      |
| Schaakvereniging Zevenaar    | Zevenaar            | Tweede Klasse |                      |
| DSC Drachten                 | Drachten            | Derde Klasse  |                      |
| Emanuel Lasker               | Sint Jacobiparochie | Derde Klasse  |                      |
| De Twee Kastelen             | Gerkesklooster      | Derde Klasse  |                      |
| Schaakvereniging Haren       | Haren               | Derde Klasse  |                      |
| Schaakgezelschap Staunton    | Haren               | Derde Klasse  |                      |
| Spassky's                    | Groningen           | Derde Klasse  |                      |
| Schaakvereniging Almelo      | Almelo              | Derde Klasse  |                      |
| Schaakvereniging ENO         | Nijverdal           | Derde Klasse  |                      |
| Schaakvereniging Doetinchem  | Doetinchem          | Derde Klasse  |                      |
| Schaak Vereniging Veenendaal | Veenendaal          | Derde Klasse  |                      |
| ZSG                          | Zwolle              | Derde Klasse  |                      |
| S.C. Het Kasteel             | Coevorden           | NOSBO         |                      |
| Schaakvereniging Lonneker    | Lonneker            | SBO           |                      |

### Deelnemende ploegen in Poule B
| Vereniging                            | Plaats                | Klasse        | Opmerking            |
| ------------------------------------- | --------------------- | ------------- | -------------------- |
| Schaakstad Apeldoorn                  | Apeldoorn             | Meesterklasse | Vrij in de voorronde |
| Schaakclub Utrecht                    | Utrecht               | Meesterklasse | Vrij in de voorronde |
| Bussums Schaak Genootschap            | Bussum                | Eerste Klasse | Vrij in de voorronde |
| Caïssa Amsterdam                      | Amsterdam             | Eerste Klasse | Vrij in de voorronde |
| Max Euwe Amsterdam                    | Amsterdam             | Eerste Klasse | Vrij in de voorronde |
| VAS                                   | Amsterdam             | Eerste Klasse | Vrij in de voorronde |
| De Wijker Toren                       | Beverwijk             | Eerste Klasse | Vrij in de voorronde |
| Soester SC 1922                       | Soest                 | Tweede Klasse |                      |
| Schaakclub Nieuwendam                 | Amsterdam             | Tweede Klasse |                      |
| NSI De Eenhoorn                       | Hoorn                 | Tweede Klasse |                      |
| Schaakclub Purmerend                  | Purmerend             | Tweede Klasse |                      |
| Kennemer Combinatie                   | Haarlem               | Tweede Klasse |                      |
| Schaakvereniging De Toren Arnhem Zuid | Arnhem                | Derde Klasse  |                      |
| Schaakgenootschap Amersfoort          | Amersfoort            | Derde Klasse  |                      |
| En Passant                            | Bunschoten-Spakenburg | Derde Klasse  |                      |
| Schaakvereniging Almere               | Almere                | Derde Klasse  |                      |
| Schaakvereniging Het Probleem         | Amsterdam             | Derde Klasse  |                      |
| Schaakvereniging Tal/DCG              | Amsterdam             | Derde Klasse  |                      |
| Heemsteedse Schaakclub                | Heemstede             | Derde Klasse  |                      |
| HWP Haarlem                           | Haarlem               | Derde Klasse  |                      |
| De Waagtoren                          | Alkmaar               | Derde Klasse  |                      |
| Schaakvereniging Alteveer             | Amsterdam             | Derde Klasse  |                      |
| AAS                                   | Aalsmeer              | LeiSB         |                      |
| HWP Zaanstad                          | Zaanstad              | NHSB          |                      |
| Ons Genoegen                          | Amersfoort            | SGS           |                      |

### Deelnemende ploegen in Poule C
| Vereniging                                    | Plaats              | Klasse        | Opmerking            |
| --------------------------------------------- | ------------------- | ------------- | -------------------- |
| HSG                                           | Hilversum           | Meesterklasse | Vrij in de voorronde |
| LSG                                           | Leiden              | Meesterklasse | Vrij in de voorronde |
| Zukertort Amstelveen                          | Amstelveen          | Eerste Klasse | Vrij in de voorronde |
| Oegstgeest '80                                | Oegstgeest          | Eerste Klasse | Vrij in de voorronde |
| Ivoren Toren                                  | Rotterdam           | Eerste Klasse | Vrij in de voorronde |
| Schaakvereniging Spijkenisse                  | Spijkenisse         | Eerste Klasse | Vrij in de voorronde |
| AAS                                           | Aalsmeer            | Eerste Klasse | Vrij in de voorronde |
| Oud Zuylen                                    | Utrecht             | Tweede Klasse |                      |
| Alphense schaakclub                           | Alphen aan den Rijn | Tweede Klasse |                      |
| Philidor Leiden                               | Leiden              | Tweede Klasse |                      |
| DD                                            | Den Haag            | Tweede Klasse |                      |
| Delftsche Schaakclub                          | Delft               | Tweede Klasse |                      |
| Moira-Domtoren                                | Utrecht             | Derde Klasse  |                      |
| Schaakclub Zeist                              | Zeist               | Derde Klasse  |                      |
| Schaakvereniging Leiderdorp                   | Leiderdorp          | Derde Klasse  |                      |
| Schaakvereniging Voorschoten                  | Voorschoten         | Derde Klasse  |                      |
| Schaakvereniging Botwinnik                    | Zoetermeer          | Derde Klasse  |                      |
| Schaakgenootschap Rijswijk                    | Rijswijk            | Derde Klasse  |                      |
| Jeugdschaakvereniging Bobby Fischer/Wassenaar | Leiden              | Derde Klasse  |                      |
| Schaakcombinatie HTV                          | Den Haag            | Derde Klasse  |                      |
| Messemaker 1847                               | Gouda               | Derde Klasse] |                      |
| Schaakvereniging Moerkapelle                  | Moerkapelle         | Derde Klasse  |                      |
| Schaakvereniging Promotie                     | Zoetermeer          | HSB           |                      |
| Schaakvereniging Rokado                       | Nieuw-Beijerland    | RSB           |                      |
| Dam- en Schaakvereniging Kijkuit              | Oudewater           | SGS           |                      |

### Deelnemende ploegen in Poule D
| Vereniging                              | Plaats                 | Klasse        | Opmerking            |
| --------------------------------------- | ---------------------- | ------------- | -------------------- |
| HWP Sas van Gent                        | Sas van Gent           | Meesterklasse | Vrij in de voorronde |
| HMC Calder                              | 's-Hertogenbosch       | Meesterklasse | Vrij in de voorronde |
| SMB                                     | Nijmegen               | Eerste Klasse | Vrij in de voorronde |
| Eindhovense Schaakvereniging            | Eindhoven              | Eerste Klasse | Vrij in de voorronde |
| Stukkenjagers                           | Tilburg                | Eerste Klasse | Vrij in de voorronde |
| Schaakvereniging Voerendaal             | Voerendaal             | Eerste Klasse | Vrij in de voorronde |
| ASV                                     | Arnhem                 | Eerste Klasse | Vrij in de voorronde |
| WSC                                     | De Lier                | Tweede Klasse |                      |
| Schaakvereniging Promotie               | Zoetermeer             | Tweede Klasse |                      |
| Schaakgenootschap Overschie             | Rotterdam              | Tweede Klasse |                      |
| HSC                                     | Helmond                | Tweede Klasse |                      |
| PION Groensbeek                         | Groesbeek              | Derde Klasse  |                      |
| Charlois Europoort                      | Rotterdam              | Derde Klasse  |                      |
| Schaakclub Dordrechtt                   | Dordrecht              | Derde Klasse  |                      |
| Schaakvereniging Erasmus                | Rotterdam              | Derde Klasse  |                      |
| Schaakvereniging Krimpen aan den IJssel | Krimpen aan den IJssel | Derde Klasse  |                      |
| Schaakklub Souburg                      | Oost-Souburg           | Derde Klasse  |                      |
| Schaakclub Terneuzen                    | Terneuzen              | Derde Klasse  |                      |
| De Combinatie                           | Asten                  | Derde Klasse  |                      |
| Dubbelschaak '97                        | Boxtel                 | Derde Klasse  |                      |
| DJC Stein                               | Stein                  | Derde Klasse] |                      |
| PION Groesbeek                          | Groesbeek              | OSBO          |                      |
| Schaakclub Zeist                        | Zeist                  | SGS           |                      |
| HWP Sas van Gent                        | Sas van Gent           | ZSB           |                      |

## Voorronde

### Voorronde Poule A
| Thuisspelende ploeg | Uitspelende ploeg | Uitslag | snelschaak | Opmerking    |
| ------------------- | ----------------- | ------- | ---------- | ------------ |
| Staunton            | DSC Drachten      | 4 - 0   |            | reglementair |
| Zevenaar            | Doetinchem        | 2 - 2   | 4 - 0      |              |
| De Twee Kastelen    | Spassky's         | 4 - 0   |            |              |
| Haren               | SISSA             | 2½ - 1½ |            |              |
| ENO                 | ZSG               | 3 - 1   |            |              |
| Lonneker            | Almelo            | 1½ - 2½ |            |              |
| Emanuel Lasker      | Lewenborg         | 1½ - 2½ |            |              |
| Veenendaal          | Het Kasteel       | 1½ - 2½ |            |              |

### Voorronde Poule B
| Thuisspelende ploeg | Uitspelende ploeg      | Uitslag | snelschaak | Opmerking |
| ------------------- | ---------------------- | ------- | ---------- | --------- |
| En Passant          | Ons Genoegen (SGS)     | 2½ - 1½ |            |           |
| NSI De Eenhoorn     | Purmerend              | 2 - 2   | ½ - 3½     |           |
| De Toren Arnhem     | Soester SC 1922        | 2½ - 1½ |            |           |
| Tal/DCG             | Nieuwendam             | 2 - 2   | 1 - 3      |           |
| HWP Zaanstad (NHSB) | De Waagtoren           | 2 - 2   | 1 - 3      |           |
| AAS (LeiSB)         | Het Probleem           | 1½ - 2½ |            |           |
| Kennemer Combinatie | Heemsteedse Schaakclub | 4 - 0   |            |           |
| Amersfoort          | Alteveer               | 3 - 1   |            |           |

### Voorronde Poule C
| Thuisspelende ploeg     | Uitspelende ploeg    | Uitslag | snelschaak | Opmerking |
| ----------------------- | -------------------- | ------- | ---------- | --------- |
| Voorschoten             | DSC Delft            | 1½ - 2½ |            |           |
| DD                      | Schaakcombinatie HTV | 3½ - ½  |            |           |
| Zeist                   | Botwinnik            | 2½ - 1½ |            |           |
| Messemaker 1847         | Philidor Leiden      | 2½ - 1½ |            |           |
| Bobby Fischer Wassenaar | Moerkapelle          | ½ - 3½  |            |           |
| Rokado (RSB)            | Rijswijk             | 1½ - 2½ |            |           |
| Moira-Domtoren          | ASC                  | 2 - 2   | 1½ - 2½    |           |
| Leiderdorp              | Promotie (HSB)       | 1½ - 2½ |            |           |
| Oud Zuylen              | Kijk Uit (SGS)       | 2½ - 1½ |            |           |

### Voorronde Poule D
| Thuisspelende ploeg    | Uitspelende ploeg     | Uitslag | snelschaak | Opmerking |
| ---------------------- | --------------------- | ------- | ---------- | --------- |
| Krimpen aan den IJssel | Overschie             | 1½ - 2½ |            |           |
| HSC                    | Dubbelschaak '97      | 1 - 3   |            |           |
| Dordrecht              | Souburg               | 1½ - 2½ |            |           |
| DJC Stein              | PION Groesbeek        | 3 - 1   |            |           |
| De Combinatie          | PION Groesbeek (OSBO) | 2½ - 1½ |            |           |
| HWP Sas van Gent (ZSB) | Terneuzen             | 2 - 2   | 0 - 4      |           |
| Charlois Europoort     | Promotie              | 3 - 1   |            |           |
| Erasmus                | Zeist (SGS)           | 3 - 1   |            |           |

## Ronde 1

### Poule A Ronde 1
| Thuisspelende ploeg | Uitspelende ploeg | Uitslag | snelschaak | Opmerking        |
| ------------------- | ----------------- | ------- | ---------- | ---------------- |
| Unitas              | Lewenborg         | 3 - 1   |            |                  |
| De Twee Kastelen    | Groningen         | 3 - 1   |            |                  |
| Philidor 1847       | Staunton          | 1½ - 2½ |            |                  |
| Dion Hardenberg     | Almelo            | 4 - 0   |            |                  |
| ENO                 | Wageningen        | 1 - 3   |            |                  |
| Zevenaar            | ESGOO             | 1 - 3   |            |                  |
| Het Kasteel         | Haren             | 2 - 2   | 2 - 2      | Het Kasteel door |
| Paul Keres          | Dr. Max Euwe      | 1 - 3   |            |                  |

### Poule B Ronde 1
| Thuisspelende ploeg | Uitspelende ploeg   | Uitslag | snelschaak | Opmerking |
| ------------------- | ------------------- | ------- | ---------- | --------- |
| Caïssa              | Kennemer Combinatie | 1 - 3   |            |           |
| Almere              | Homburg Apeldoorn   | 1½ - 2½ |            |           |
| BSG                 | Purmerend           | 2 - 2   | 1½ - 2½    |           |
| En Passant          | Het Probleem        | 2½ - 1½ |            |           |
| De Waagtoren        | Euwe                | 3 - 1   |            |           |
| De Toren Arnhem     | Utrecht             | 1 - 3   |            |           |
| Amersfoort          | Nieuwendam          | 2 - 2   | 3 - 1      |           |
| VAS                 | De Wijker Toren     | 1½ - 2½ |            |           |

### Poule C Ronde 1
| Thuisspelende ploeg  | Uitspelende ploeg | Uitslag | snelschaak | Opmerking |
| -------------------- | ----------------- | ------- | ---------- | --------- |
| Oegstgeest '80       | ASC               | 2 - 2   | 3½ - ½     |           |
| DD                   | LSG               | 1½ - 2½ |            |           |
| Promotie             | Messemaker 1847   | 2½ - 1½ |            |           |
| Spijkenisse          | Oud Zuylen        | 3 - 1   |            |           |
| Zeist                | HSG               | 1 - 3   |            |           |
| Zukertort Amstelveen | DSC Delft         | 2½ - 1½ |            |           |
| AAS                  | Rijswijk          | 2 - 2   | 2½ - 1½    |           |
| Moerkapelle          | RSR Ivoren Toren  | 1½ - 2½ |            |           |

### Poule D Ronde 1
| Thuisspelende ploeg | Uitspelende ploeg  | Uitslag | snelschaak | Opmerking |
| ------------------- | ------------------ | ------- | ---------- | --------- |
| WSC                 | Charlois Europoort | 1½ - 2½ |            |           |
| Souburg             | HWP Sas van Gent   | 1½ - 2½ |            |           |
| Erasmus             | Overschie          | 0 - 4   |            |           |
| Terneuzen           | Stukkenjagers      | 1 - 3   |            |           |
| Dubbelschaak '97    | HMC Den Bosch      | 1½ - 2½ |            |           |
| Eindhoven           | SMB                | 2½ - 1½ |            |           |
| DJC Stein           | Voerendaal         | 3 - 1   |            |           |
| De Combinatie       | ASV                | 1½ - 2½ |            |           |

## Ronde 2

### Poule A Ronde 2
| Thuisspelende ploeg | Uitspelende ploeg | Uitslag | snelschaak | Opmerking |
| ------------------- | ----------------- | ------- | ---------- | --------- |
| Wageningen          | Dr. Max Euwe      | 2½ - 1½ |            |           |
| Unitas              | Het Kasteel       | 4 - 0   |            |           |
| Staunton            | ESGOO             | 1½ - 2½ |            |           |
| Dion Hardenberg     | De Twee Kastelen  | 2½ - 1½ |            |           |

### Poule B Ronde 2
| Thuisspelende ploeg | Uitspelende ploeg | Uitslag | snelschaak | Opmerking |
| ------------------- | ----------------- | ------- | ---------- | --------- |
| Purmerend           | De Wijker Toren   | 2 - 2   | 0 - 4      |           |
| Utrecht             | De Waagtoren      | 1½ - 2½ |            |           |
| Homburg Apeldoorn   | En Passant        | 3½ - ½  |            |           |
| Kennemer Combinatie | Amersfoort        | 2½ - 1½ |            |           |

### Poule C Ronde 2
| Thuisspelende ploeg  | Uitspelende ploeg | Uitslag | snelschaak | Opmerking |
| -------------------- | ----------------- | ------- | ---------- | --------- |
| Zukertort Amstelveen | Oegstgeest '80    | 3½ - ½  |            |           |
| LSG                  | Promotie (HSB)    | 4 - 0   |            |           |
| HSG                  | AAS               | 4 - 0   |            |           |
| RSR Ivoren Toren     | Spijkenisse       | 2½ - 1½ |            |           |

### Poule D Ronde 2
| Thuisspelende ploeg | Uitspelende ploeg | Uitslag | snelschaak | Opmerking |
| ------------------- | ----------------- | ------- | ---------- | --------- |
| Eindhoven           | Stukkenjagers     | 1 - 3   |            |           |
| HMC Calder          | DJC Stein         | 4 - 0   |            |           |
| Charlois Europoort  | HWP Sas van Gent  | 1 - 3   |            |           |
| Overschie           | ASV               | ½ - 3½  |            |           |

## Ronde 3

### Poule A Ronde 3
| Thuisspelende ploeg | Uitspelende ploeg | Uitslag | snelschaak | Opmerking |
| ------------------- | ----------------- | ------- | ---------- | --------- |
| Wageningen          | Unitas            | 1½ - 2½ |            |           |
| ESGOO               | Dion Hardenberg   | 4 - 0   |            |           |

### Poule B Ronde 3
| Thuisspelende ploeg | Uitspelende ploeg   | Uitslag | snelschaak | Opmerking                   |
| ------------------- | ------------------- | ------- | ---------- | --------------------------- |
| De Wijker Toren     | Homburg Apeldoorn   | 1 - 3   |            |                             |
| De Waagtoren        | Kennemer Combinatie | 2 - 2   | 2 - 2      | De Kennemer Combinatie door |

### Poule C Ronde 3
| Thuisspelende ploeg | Uitspelende ploeg    | Uitslag | snelschaak | Opmerking |
| ------------------- | -------------------- | ------- | ---------- | --------- |
| HSG                 | Zukertort Amstelveen | 3 - 1   |            |           |
| RSR Ivoren Toren    | LSG                  | 1½ - 2½ |            |           |

### Poule D Ronde 3
| Thuisspelende ploeg | Uitspelende ploeg | Uitslag | snelschaak | Opmerking |
| ------------------- | ----------------- | ------- | ---------- | --------- |
| Stukkenjagers       | HWP Sas van Gent  | 2 - 2   | 1½ - 2½    |           |
| ASV                 | HMC Calder        | ½ - 3½  |            |           |

## Ronde 4

### Poule A Ronde 4
| Thuisspelende ploeg | Uitspelende ploeg | Uitslag | snelschaak | Opmerking              |
| ------------------- | ----------------- | ------- | ---------- | ---------------------- |
| ESGOO               | Unitas            | 2½ - 1½ |            | ESGOO naar bekerfinale |

### Poule B Ronde 4
| Thuisspelende ploeg | Uitspelende ploeg   | Uitslag | snelschaak | Opmerking                            |
| ------------------- | ------------------- | ------- | ---------- | ------------------------------------ |
| Homburg Apeldoorn   | Kennemer Combinatie | 1½ - 2½ |            | Kennemer Combinatie naar bekerfinale |

### Poule C Ronde 4
| Thuisspelende ploeg | Uitspelende ploeg | Uitslag | snelschaak | Opmerking            |
| ------------------- | ----------------- | ------- | ---------- | -------------------- |
| LSG                 | HSG               | 1 - 3   |            | HSG naar bekerfinale |

### Poule D Ronde 4
| Thuisspelende ploeg | Uitspelende ploeg | Uitslag | snelschaak | Opmerking               |
| ------------------- | ----------------- | ------- | ---------- | ----------------------- |
| HWP Sas van Gent    | HMC Calder        | 1½ - 2½ |            | HMC naar de bekerfinale |

## Finaleronde
De finale van het toernooi werd op 31 mei 2008 gehopuden te Amersfoort. De organisatie lag bij Schaakgenootschap Amersfoort.

### Halve finale
| Thuisspelende ploeg           | Uitspelende ploeg   | Uitslag | snelschaak | Opmerking |
| ----------------------------- | ------------------- | ------- | ---------- | --------- |
| Hilversums Schaak Genootschap | Kennemer Combinatie | 3½ - ½  |            |           |
| HMC Calder                    | ESGOO               | 2 - 2   | 3 - 1      |           |

### Om derde en vierde plaats
| Thuisspelende ploeg | Uitspelende ploeg   | Uitslag | snelschaak | Opmerking |
| ------------------- | ------------------- | ------- | ---------- | --------- |
| ESGOO               | Kennemer Combinatie | 3 - 1   |            |           |

### Finale
| Thuisspelende ploeg           | Uitspelende ploeg | Uitslag | snelschaak | Opmerking                                            |
| ----------------------------- | ----------------- | ------- | ---------- | ---------------------------------------------------- |
| Hilversums Schaak Genootschap | HMC Calder        | 2 - 2   | 2½ - 1½    | Hilversums Schaak Genootschap winnaar bekertoernooi. |